# Ichneumon deauratus
Ichneumon deauratus là một loài tò vò trong họ Ichneumonidae.